# Clásico del fútbol costarricense femenino
El Clásico del fútbol costarricense femenino es el partido disputado de fútbol entre los clubes de Saprissa Fútbol Femenino y Alajuelense Fútbol Femenino de la Primera División Femenina de Costa Rica.

## Historia
En el fútbol femenino costarricense han surgido distintos clásicos, como el UCEM Alajuela vs Deportivo Saprissa (2012-2017), también el clásico de la primera década de la primera división entre Arenal de Coronado vs UCEM Alajuela, además de Asociación Deportiva Moravia vs Deportivo Saprissa entre 2014-2019.
Alajuelense en convenio con UCEM Alajuela, tuvo una rivalidad con Saprissa FF entre 2012-16 heredada por la histórica entre ambas instituciones, también fue considerado como un clásico los enfrentamientos con Arenal Coronado, siendo estos los equipos más fuertes en la primera década de la Primera División Femenina de Costa Rica. A partir de 2019, se revive la rivalidad entre Saprissa FF ahora con Alajuelense CODEA Femenil, siendo factores, el peso histórico de ambas instituciones, por un lado siendo Las Moradas un equipo consolidado, y por el otro CODEA respaldado por Alajuelense forman un equipo bastante fuerte, el cual llega a eliminar a Moravia para disputar una Final Nacional por primera vez, quien había sido por muchos años el rival de Saprissa; Esto se suma al hecho que Moravia desaparece debido a que su franquicia es tomada por Herediano.
El clásico de L. D. Alajuelense y el Deportivo Saprissa surgió el 12 de octubre de 2019 con victoria para Alajuelense CODEA, en el Ricardo Saprissa, el 5 de agosto de 2020 Alajuelense, en esta ocasión sin la presencia del convenio con CODEA vence nuevamente por el marcador 3-2.
En enero de 2025, Saprissa anuncia que abandona el equipo femenino.

## Historial estadístico
Actualizado al último partido jugado el 12 de diciembre de 2024.
| Competición                  | PJ | PG LDA | PE | PG SAP | GF LDA | GF SAP |
| ---------------------------- | -- | ------ | -- | ------ | ------ | ------ |
| Primera División             | 34 | 24     | 5  | 5      | 80     | 38     |
| Copa                         | 2  | 0      | 1  | 1      | 1      | 2      |
| Supercopa                    | 1  | 1      | 0  | 0      | 5      | 1      |
| Copa Interclubes de la Uncaf | 1  | 1      | 0  | 0      | 1      | 0      |
| Total                        | 38 | 26     | 6  | 6      | 87     | 41     |

- Partidos jugados como Alajuelense CODEA (2019) y como Liga Deportiva Alajuelense.

### Balance según estadio
Balance de acuerdo a juegos disputados en el Estadio Ricardo Saprissa y el Alejandro Morera Soto, sedes oficiales.
Solo juegos por Campeonato Nacional.
| Recinto                                 |                                         | P.J. | P.G. LDA | P.E. | P.G SAP | G.LDA | G.SAP |
| --------------------------------------- | --------------------------------------- | ---- | -------- | ---- | ------- | ----- | ----- |
| Estadio Alejandro Morera Soto, Alajuela | Estadio Alejandro Morera Soto, Alajuela | 16   | 13       | 2    | 1       | 40    | 16    |
| Estadio Ricardo Saprissa, Tibás         | Estadio Ricardo Saprissa, Tibás         | 17   | 10       | 3    | 4       | 37    | 20    |

### Balance en instancias finales
Balance en instancias finales por campeonato nacional.
| Motivo             | P.J.                                        | P.G. LDA                                    | P.E.                                        | P.G SAP                                     | G.LDA                                       | G.SAP                                       |
| ------------------ | ------------------------------------------- | ------------------------------------------- | ------------------------------------------- | ------------------------------------------- | ------------------------------------------- | ------------------------------------------- |
| Total              | 14                                          | 12                                          | 1                                           | 1                                           | 40                                          | 14                                          |
| Cuadrangulares     | 2020                                        | 2020                                        | 2020                                        | 2020                                        | 2020                                        | 2020                                        |
| Semifinales        | Clausura 2023, Apertura 2024, Clausura 2024 | Clausura 2023, Apertura 2024, Clausura 2024 | Clausura 2023, Apertura 2024, Clausura 2024 | Clausura 2023, Apertura 2024, Clausura 2024 | Clausura 2023, Apertura 2024, Clausura 2024 | Clausura 2023, Apertura 2024, Clausura 2024 |
| Finales Nacionales | 2029, Clausura 2021, Apertura 2022          | 2029, Clausura 2021, Apertura 2022          | 2029, Clausura 2021, Apertura 2022          | 2029, Clausura 2021, Apertura 2022          | 2029, Clausura 2021, Apertura 2022          | 2029, Clausura 2021, Apertura 2022          |

## Comparativa de títulos
| Equipo             | Primera División | Copa | Supercopa | Copa UNCAF | Total |
| ------------------ | ---------------- | ---- | --------- | ---------- | ----- |
| L. D. Alajuelense  | 9                | 0    | 2         | 3          | 14    |
| Deportivo Saprissa | 4                | 1    | 0         | 1          | 6     |

- Liga Deportiva Alajuelense campeoniza como Alajuelense CODEA mientras hubo convenio en 2019.

## Registros en finales

### Primera División
| Edición | Campeón           | Resultado | Subcampeón         | Sede Final  |
| ------- | ----------------- | --------- | ------------------ | ----------- |
| 2019    | L. D. Alajuelense | 1-1, 1-0  | Deportivo Saprissa | Morera Soto |
| CL-2021 | L. D. Alajuelense | 2-1, 3-1  | Deportivo Saprissa | Morera Soto |
| AP-2022 | L. D. Alajuelense | 3-1, 1-0  | Deportivo Saprissa | Morera Soto |

### Supercopa
| Edición | Campeón           | Resultado | Subcampeón         | Sede Final       |
| ------- | ----------------- | --------- | ------------------ | ---------------- |
| 2021    | L. D. Alajuelense | 5-1       | Deportivo Saprissa | Ricardo Saprissa |

### Copa Interclubes de la Uncaf
| Edición | Campeón           | Resultado | Subcampeón         | Sede Final  |
| ------- | ----------------- | --------- | ------------------ | ----------- |
| 2022    | L. D. Alajuelense | 1-0       | Deportivo Saprissa | Morera Soto |

## Datos

### Primera División
- Primer partido: 12 de octubre de 2019.[1][2]
- Primer gol: 12 de octubre de 2019,  Priscilla Chinchilla.[1][2]
- Primera victoria de Alajuelense: 12 de octubre de 2019, 2-1.[1][2]
- Primera victoria de Saprissa: 27 de septiembre de 2020, 1-0.[5]
- Mayor goleada a favor de Alajuelense: 8 de diciembre de 2024, 0-7.[6]
- Mayor goleada a favor de Saprissa: 23 de octubre de 2022, 4-2.[7]

### Copa
- Primer partido: 25 de febrero de 2024.[8]
- Primer gol: 25 de febrero de 2024,  Kelsey Arroyo.[8]
- Primera victoria de Saprissa: 25 de febrero de 2024, 1-0.[8]

### Supercopa
- Primer partido: 25 de noviembre de 2021.[9]
- Primer gol: 25 de noviembre de 2021,  María Paula Salas.[9]
- Primera victoria de Alajuelense: 25 de noviembre de 2021, 5-1.[9]
- Mayor goleada a favor de Alajuelense: 25 de noviembre de 2021, 5-1.[9]

### Copa Interclubes de la Uncaf
- Primer partido: 17 de diciembre de 2022.[10]
- Primer gol: 17 de diciembre de 2022,  Mia Corbin.[10]
- Primera victoria de Alajuelense: 17 de diciembre de 2022, 1-0.[10]

## Mayores goleadas
Registro de marcadores más abultados en competicions oficiales.
| Edición       | Torneo           | Etapa      | Resultado | Ganador            | Estadio               |
| ------------- | ---------------- | ---------- | --------- | ------------------ | --------------------- |
| 2020          | Primera División | Fase Final | 4-1       | L. D. Alajuelense  | Alejandro Morera Soto |
| 2021          | Super Copa       | Final      | 5-1       | L. D. Alajuelense  | Ricardo Saprissa      |
| Clausura 2022 | Primera División | Regular    | 4-2       | Deportivo Saprissa | Ricardo Saprissa      |
| Apertura 2023 | Primera División | Regular    | 3-0       | L. D. Alajuelense  | Ricardo Saprissa      |
| Clausura 2023 | Primera División | Regular    | 4-2       | L. D. Alajuelense  | Ricardo Saprissa      |
| Clausura 2023 | Primera División | Semi Final | 7-2       | L. D. Alajuelense  | Alejandro Morera Soto |
| Clausura 2024 | Primera División | Semi Final | 7-0       | L. D. Alajuelense  | Ricardo Saprissa      |